# مایناشاف
مایناشاف (به آلمانی: Mainaschaff) یک شهر در آلمان است که در آشافنبورگ واقع شده‌است. مایناشاف ۸٬۳۴۷ نفر جمعیت دارد.